# Rugiloricus ornatus
Rugiloricus ornatus är en djurart som beskrevs av Higgins och Kristensen 1986. Rugiloricus ornatus ingår i släktet Rugiloricus, och familjen Pliciloricidae. Inga underarter finns listade i Catalogue of Life.